# Rita MacNeil
Rita MacNeil, née le 28 mai 1944 à Big Pond en Nouvelle-Écosse et morte le 16 avril 2013 à Sydney dans la même province, est une chanteuse canadienne de country et de folk. Ses meilleurs titres sont Flying On Your Own, qui figure dans le Top 40 des charts canadiens en 1987, et Working Man, qui atteint la 11e place des charts au Royaume-Uni en 1990.

## Biographie
Attirée par la chanson dès l'âge de six ans, elle s'installe à Toronto en 1962, âgée de 17 ans. Elle se produit pour la première fois en 1971 et enregistre son premier album, Born a Woman, en 1975. La musique folk et country devient son répertoire de prédilection et la pousse à participer à plusieurs festivals dans les années 1970 et 1980.
En 1986, elle sort l'album Flying On Your Own, certifié double platine au Canada. En 1987, âgée de 42 ans, elle reçoit un Juno Award de la révélation de l'année.
Elle est la vedette de son propre show télévisé, Rita and Friends, présenté sur la chaîne CBC entre 1994 et 1997, qui remporte un Gemini Award en 1996.

## Distinctions
Rita MacNeil est élue Membre de l'Ordre du Canada en 1992 et reçoit l'Ordre de la Nouvelle-Écosse en 2005.
MacNeil a reçu cinq diplômes honorifiques, a remporté trois prix Juno, un prix national de la SOCAN, quatre prix de l'Association de la musique country canadienne, un prix Gémeaux et onze prix ECMA. Elle a été intronisée au Canadian Country Music Hall of Fame en 2013.
À l'occasion du huitième anniversaire de sa mort, le 16 avril 2021, il a été annoncé que Rita MacNeil serait intronisée au Panthéon des auteurs-compositeurs canadiens en mai de la même année.

## Discographie

### Albums
- 1975 : Born a Woman
- 1981 : Part of the Mystery
- 1983 : I'm Not What I Seem
- 1986 : Flying On Your Own
- 1988 : Reason to Believe
- 1988 : Now the Bells Ring
- 1989 : Rita
- 1990 : Home I'll Be
- 1992 : Thinking of You
- 1993 : Once Upon a Christmas
- 1994 : Volume 1: Songs from the Collection
- 1995 : Porch Songs
- 1996 : Joyful Sounds: A Seasonal Collection
- 1997 : Music of a Thousand Nights
- 1998 : Full Circle
- 1999 : A Night at the Orpheum
- 2000 : Mining the Soul
- 2002 : Late December
- 2002 : Common Dream
- 2004 : The Ultimate Collection
- 2004 : Blue Roses
- 2006 : Songs My Mother Loved
- 2008 : Pocket Full of Dreams
- 2010 : The Spirit of Christmas (avec Frank Mills)
- 2012 : Saving Grace
- 2013 : Traveling On

### Singles
- 1986 : Flying On Your Own
- 1987 : Used to You
- 1987 : Fast Train to Toky*